# Пријеки суд
Пријеки суд је југословенски дугометражни филм, по жанру драма, снимљен 1978. године.

## О филму
Филм оскаровца Косте Гавраса,снимљен према књизи "L'affaire de la Section Spéciale" Hervéa Villeréa. Гаврас је за овај филм на Канском филмском фестивалу 1978. године добио награду за најбољег редитеља, номинацију за Златну палму, а филм је био номинован и за најбољи страни филм.

## Кратак садржај
Током немачке окупације у Француској, левичари убијају младог немачког војника. Како би се избегли проблеми, француска власт обећава Немачкој да ће се убице казнити, па за злочин оптужују шест ситних криминалаца. Након проналаска људи које ће жртвовати, престоји им проналажење судија који ће хтети да осуде невине људе.

## Улоге
| Глумац         | Улога                             |
| -------------- | --------------------------------- |
| Ивица Видовић  | Службени бранилац (Тони Колумбић) |
| Перо Квргић    | Председник преког суда            |
| Круно Валентић | Мијо                              |
| Жарко Поточњак | Марио                             |
| Тања Кнежић    | Маре                              |
| Љубо Капор     | Кројач                            |
| Влатко Дулић   | Истражитељ Сучић                  |
| Сања Вејновић  |                                   |